# Gao Shiyan
Gao Shiyan (Dandong, República Popular China, 22 de enero de 1996) es un jugador de baloncesto chino. Shiyan compitió en los Juegos Olímpicos de Tokio 2020.